# محوطه میان تیره تخت سروا
محوطه میان تیره تخت سروا مربوط به دوران پیش از تاریخ ایران باستان تا دوران‌های تاریخی پس از اسلام است و در شهرستان مینودشت، بخش گالیکش، روستای کند سکوه واقع شده و این اثر در تاریخ ۲۷ مرداد ۱۳۸۲ با شمارهٔ ثبت ۹۷۱۵ به‌عنوان یکی از آثار ملی ایران به ثبت رسیده است.